# Eneco Tour 2010
L'Eneco Tour 2010, sesta edizione della corsa, valevole come ventunesima prova del calendario mondiale UCI 2010, si svolse in sette tappe precedute da un cronoprologo dal 17 al 24 agosto 2010. Fu vinto dal tedesco del Team HTC-Columbia Tony Martin, che concluse i 1 214,4 km del percorso in 28h 50' 57".

## Percorso
Come nelle edizioni precedenti, l'Eneco Tour affronta un percorso a metà tra il territorio belga e quello dei Paesi Bassi. L'abituale cronoprologo affronta un percorso di 5,2 km nella cittadina di Steenwijk, nei Paesi Bassi, seguita da una tappa pianeggiante che raggiunge Rhenen e progressivamente avvicina il percorso al Belgio. Il primo sconfinamento previsto avviene nella seconda tappa che raggiunge Ardooie, in Belgio. La prima frazione interamente in terra belga, la più difficile del Tour, consiste in un anello di quasi 200 km attorno a Ronse, nella regione delle Fiandre Orientali, con numerosi strappi, di cui l'ultimo a 10 km dal traguardo.
La quarta tappa riporta la corsa nei Paesi Bassi, con arrivo a Roermond, ed è seguita da una frazione con arrivo a Sittard caratterizzata da un finale movimentato. L'ultima tappa in linea attraversa la provincia del Limburgo, con diverse salite impegnative ma tutte lontane dal traguardo. L'Eneco Tour si conclude con una cronometro individuale nella città di Genk.

## Tappe
| Tappa  | Data      | Percorso                                   | km      | Vincitore di tappa | Leader cl. generale |
| ------ | --------- | ------------------------------------------ | ------- | ------------------ | ------------------- |
| Prol.  | 17 agosto | Steenwijk (NLD) (Cron. individuale)        | 5,2     | Svein Tuft         | Svein Tuft          |
| 1ª     | 18 agosto | Steenwijk (NLD) > Rhenen (NLD)             | 178     | Robbie McEwen      | Svein Tuft          |
| 2ª     | 19 agosto | Sint Willebrord (NLD) > Ardooie (BEL)      | 198,5   | André Greipel      | Svein Tuft          |
| 3ª     | 20 agosto | Ronse (BEL) > Ronse (BEL)                  | 191,8   | Koos Moerenhout    | Tony Martin         |
| 4ª     | 21 agosto | Sint-Lievens-Houtem (BEL) > Roermond (NLD) | 214,4   | Greg Henderson     | Tony Martin         |
| 5ª     | 22 agosto | Roermond (NLD) > Sittard (NLD)             | 204     | Jack Bobridge      | Tony Martin         |
| 6ª     | 23 agosto | Bilzen (BEL) > Heers (BEL)                 | 205,6   | André Greipel      | Tony Martin         |
| 7ª     | 24 agosto | Genk (BEL) (Cron. individuale)             | 16,9    | Tony Martin        | Tony Martin         |
| Totale | Totale    | Totale                                     | 1 214,4 |                    |                     |

## Squadre e corridori partecipanti
Al via si sono presentate le diciotto squadre del circuito UCI ProTour. Invitate fra le squadre Professional Continental sono le olandesi Skil-Shimano e Vacansoleil Pro Cycling Team e la belga Topsport Vlaanderen-Mercator.
| N.      | Cod. | Squadra            |
| ------- | ---- | ------------------ |
| 1-8     | SKY  | Sky                |
| 11-18   | RAB  | Rabobank           |
| 21-28   | OLO  | Omega Pharma-Lotto |
| 31-38   | AST  | Astana             |
| 41-48   | SAX  | Team Saxo Bank     |
| 51-58   | KAT  | Team Katusha       |
| 61-68   | LIQ  | Liquigas-Doimo     |
| 71-78   | THR  | Team HTC-Columbia  |
| 81-88   | RSH  | Team RadioShack    |
| 91-98   | GCE  | Caisse d'Epargne   |
| 101-108 | LAM  | Lampre-N.G.C.      |

| N.      | Cod. | Squadra             |
| ------- | ---- | ------------------- |
| 111-118 | EUS  | Euskaltel-Euskadi   |
| 121-128 | GRM  | Garmin-Transitions  |
| 131-138 | QST  | Quick Step          |
| 141-148 | ALM  | AG2R La Mondiale    |
| 151-158 | MRM  | Team Milram         |
| 161-168 | FDJ  | FDJ                 |
| 171-178 | TSV  | Topsport Vlaanderen |
| 181-188 | SKS  | Skil-Shimano        |
| 191-198 | FOT  | Footon-Servetto     |
| 201-208 | VAC  | Vacansoleil         |

## Dettagli delle tappe

### Prologo
- 17 agosto: Steenwijk (Paesi Bassi) – Cronometro individuale – 5,2 km

Risultati
| Pos. | Corridore     | Squadra  | Tempo |
| ---- | ------------- | -------- | ----- |
| 1    | Svein Tuft    | Garmin   | 6'19" |
| 2    | Jos van Emden | Rabobank | a 5"  |
| 3    | Lars Boom     | Rabobank | a 6"  |

| Pos. | Corridore     | Squadra  | Tempo |
| ---- | ------------- | -------- | ----- |
| 1    | Svein Tuft    | Garmin   | 6'19" |
| 2    | Jos van Emden | Rabobank | a 5"  |
| 3    | Lars Boom     | Rabobank | a 6"  |

### 1ª tappa
- 18 agosto: Steenwijk (Paesi Bassi) > Rhenen (Paesi Bassi) – 178 km

Risultati
| Pos. | Corridore      | Squadra   | Tempo    |
| ---- | -------------- | --------- | -------- |
| 1    | Robbie McEwen  | Katusha   | 4h16'35" |
| 2    | Lucas S. Haedo | Saxo Bank | s.t.     |
| 3    | Allan Davis    | Astana    | s.t.     |

| Pos. | Corridore     | Squadra  | Tempo    |
| ---- | ------------- | -------- | -------- |
| 1    | Svein Tuft    | Garmin   | 4h22'52" |
| 2    | Jos van Emden | Rabobank | a 5"     |
| 3    | Lars Boom     | Rabobank | a 6"     |

### 2ª tappa
- 19 agosto: Sint Willebrord (Paesi Bassi) > Ardooie (Belgio) – 198,5 km

Risultati
| Pos. | Corridore            | Squadra      | Tempo    |
| ---- | -------------------- | ------------ | -------- |
| 1    | André Greipel        | HTC-Columbia | 4h46'50" |
| 2    | Robbie McEwen        | Katusha      | s.t.     |
| 3    | Edvald Boasson Hagen | Sky          | s.t.     |

| Pos. | Corridore            | Squadra      | Tempo    |
| ---- | -------------------- | ------------ | -------- |
| 1    | Svein Tuft           | Garmin       | 9h09'42" |
| 2    | Edvald Boasson Hagen | Sky          | a 3"     |
| 3    | André Greipel        | HTC-Columbia | a 4"     |

### 3ª tappa
- 20 agosto: Ronse (Belgio) > Ronse (Belgio) – 191,8 km

Risultati
| Pos. | Corridore       | Squadra      | Tempo    |
| ---- | --------------- | ------------ | -------- |
| 1    | Koos Moerenhout | Rabobank     | 4h35'51" |
| 2    | Tony Martin     | HTC-Columbia | s.t.     |
| 3    | Allan Davis     | Astana       | a 1'24"  |

| Pos. | Corridore       | Squadra      | Tempo     |
| ---- | --------------- | ------------ | --------- |
| 1    | Tony Martin     | HTC-Columbia | 13h45'31" |
| 2    | Koos Moerenhout | Rabobank     | a 10"     |
| 3    | Svein Tuft      | Garmin       | a 1'26"   |

### 4ª tappa
- 21 agosto: Sint-Lievens-Houtem (Belgio) > Roermond (Paesi Bassi) – 214,4 km

Risultati
| Pos. | Corridore            | Squadra      | Tempo    |
| ---- | -------------------- | ------------ | -------- |
| 1    | Greg Henderson       | Sky          | 4h46'46" |
| 2    | Kenny van Hummel     | Skil-Shimano | s.t.     |
| 3    | Edvald Boasson Hagen | Sky          | s.t.     |

| Pos. | Corridore            | Squadra      | Tempo     |
| ---- | -------------------- | ------------ | --------- |
| 1    | Tony Martin          | HTC-Columbia | 18h32'17" |
| 2    | Koos Moerenhout      | Rabobank     | a 10"     |
| 3    | Edvald Boasson Hagen | Sky          | a 1'24"   |

### 5ª tappa
- 22 agosto: Roermond (Paesi Bassi) > Sittard (Paesi Bassi) – 204 km

Risultati
| Pos. | Corridore       | Squadra      | Tempo    |
| ---- | --------------- | ------------ | -------- |
| 1    | Jack Bobridge   | Garmin       | 4h45'38" |
| 2    | Rubén Pérez     | Euskaltel    | s.t.     |
| 3    | Thomas De Gendt | Topsport Vl. | s.t.     |

| Pos. | Corridore            | Squadra      | Tempo     |
| ---- | -------------------- | ------------ | --------- |
| 1    | Tony Martin          | HTC-Columbia | 23h18'10" |
| 2    | Koos Moerenhout      | Rabobank     | a 10"     |
| 3    | Edvald Boasson Hagen | Sky          | a 1'24"   |

### 6ª tappa
- 23 agosto: Bilzen (Belgio) > Heers (Belgio) – 205,6 km

Risultati
| Pos. | Corridore            | Squadra      | Tempo    |
| ---- | -------------------- | ------------ | -------- |
| 1    | André Greipel        | HTC-Columbia | 5h12'25" |
| 2    | Jürgen Roelandts     | Omega Pharma | s.t.     |
| 3    | Edvald Boasson Hagen | Sky          | s.t.     |

| Pos. | Corridore            | Squadra      | Tempo     |
| ---- | -------------------- | ------------ | --------- |
| 1    | Tony Martin          | HTC-Columbia | 28h30'33" |
| 2    | Koos Moerenhout      | Rabobank     | a 11"     |
| 3    | Edvald Boasson Hagen | Sky          | a 1'22"   |

### 7ª tappa
- 24 agosto: Genk (Belgio) – Cronometro individuale – 16,9 km

Risultati
| Pos. | Corridore          | Squadra      | Tempo  |
| ---- | ------------------ | ------------ | ------ |
| 1    | Tony Martin        | HTC-Columbia | 20'24" |
| 2    | Maarten Tjallingii | Rabobank     | a 6"   |
| 3    | Alex Rasmussen     | Saxo Bank    | a 9"   |

| Pos. | Corridore            | Squadra      | Tempo     |
| ---- | -------------------- | ------------ | --------- |
| 1    | Tony Martin          | HTC-Columbia | 28h50'57" |
| 2    | Koos Moerenhout      | Rabobank     | a 31"     |
| 3    | Edvald Boasson Hagen | Sky          | a 1'46"   |

## Evoluzione delle classifiche
| Tappa              | Vincitore          | Classifica generale Maglia bianca | Classifica sprint Maglia rossa | Classifica giovani Maglia verde | Classifica a squadre |
| ------------------ | ------------------ | --------------------------------- | ------------------------------ | ------------------------------- | -------------------- |
| Prol.              | Svein Tuft         | Svein Tuft                        | non assegnata                  | Jos van Emden                   | Rabobank             |
| 1ª                 | Robbie McEwen      | Svein Tuft                        | Robbie McEwen                  | Jos van Emden                   | Rabobank             |
| 2ª                 | André Greipel      | Svein Tuft                        | Robbie McEwen                  | Edvald Boasson Hagen            | Rabobank             |
| 3ª                 | Koos Moerenhout    | Tony Martin                       | Robbie McEwen                  | Tony Martin                     | Rabobank             |
| 4ª                 | Greg Henderson     | Tony Martin                       | Robbie McEwen                  | Tony Martin                     | Rabobank             |
| 5ª                 | Jack Bobridge      | Tony Martin                       | Robbie McEwen                  | Tony Martin                     | Rabobank             |
| 6ª                 | André Greipel      | Tony Martin                       | Edvald Boasson Hagen           | Tony Martin                     | Rabobank             |
| 7ª                 | Tony Martin        | Tony Martin                       | Edvald Boasson Hagen           | Tony Martin                     | Rabobank             |
| Classifiche finali | Classifiche finali | Tony Martin                       | Edvald Boasson Hagen           | Tony Martin                     | Rabobank             |

## Classifiche finali

### Classifica generale - Maglia bianca
| Pos. | Corridore            | Squadra      | Tempo     |
| ---- | -------------------- | ------------ | --------- |
| 1    | Tony Martin          | HTC-Columbia | 28h50'57" |
| 2    | Koos Moerenhout      | Rabobank     | a 31"     |
| 3    | Edvald Boasson Hagen | Sky          | a 1'46"   |
| 4    | Richie Porte         | Saxo Bank    | a 1'57"   |
| 5    | Svein Tuft           | Garmin       | a 2'04"   |
| 6    | Lars Boom            | Rabobank     | a 2'11"   |
| 7    | Maarten Tjallingii   | Rabobank     | a 2'17"   |
| 8    | Andreas Klöden       | RadioShack   | a 2'18"   |
| 8    | Dominique Cornu      | Skil-Shimano | a 2'35"   |
| 10   | Jürgen Roelandts     | Omega Pharma | a 2'37"   |

### Classifica sprint - Maglia rossa
| Pos. | Corridore            | Squadra      | Punti |
| ---- | -------------------- | ------------ | ----- |
| 1    | Edvald Boasson Hagen | HTC-Columbia | 103   |
| 2    | Robbie McEwen        | Katusha      | 80    |
| 3    | Tony Martin          | HTC-Columbia | 80    |
| 4    | André Greipel        | HTC-Columbia | 79    |
| 5    | Jürgen Roelandts     | Omega Pharma | 74    |

### Classifica giovani - Maglia verde
| Pos. | Corridore            | Squadra      | Tempo     |
| ---- | -------------------- | ------------ | --------- |
| 1    | Tony Martin          | HTC-Columbia | 28h50'57" |
| 2    | Edvald Boasson Hagen | Sky          | a 1'46"   |
| 3    | Richie Porte         | Saxo Bank    | a 1'57"   |
| 4    | Lars Boom            | Rabobank     | a 2'11"   |
| 5    | Dominique Cornu      | Skil-Shimano | a 2'35"   |

### Classifica a squadre
| Pos. | Squadra                      | Tempo     |
| ---- | ---------------------------- | --------- |
| 1    | Rabobank                     | 86h36'58" |
| 2    | Team Saxo Bank               | a 2'10"   |
| 3    | Team RadioShack              | a 3'30"   |
| 4    | Topsport Vlaanderen-Mercator | a 6'46"   |
| 5    | Euskaltel-Euskadi            | a 7'18"   |

## Punteggi UCI
| #                     | Corridore            | Squadra      | Punti |
| --------------------- | -------------------- | ------------ | ----- |
| 1                     | Tony Martin          | HTC-Columbia | 110   |
| 2                     | Koos Moerenhout      | Rabobank     | 87    |
| 3                     | Edvald Boasson Hagen | Sky          | 78    |
| 4                     | Richie Porte         | Saxo Bank    | 61    |
| 5                     | Svein Tuft           | Garmin       | 56    |
| 6                     | Lars Boom            | Rabobank     | 42    |
| 7                     | Maarten Tjallingii   | Rabobank     | 34    |
| 8                     | Andreas Klöden       | RadioShack   | 20    |
| 9                     | André Greipel        | HTC-Columbia | 12    |
| 10                    | Robbie McEwen        | Katusha      | 11    |
| 11                    | Dominique Cornu      | Skil-Shimano | 10    |
| Jürgen Roelandts      | Omega Pharma         | 10           |       |
| 13                    | Greg Henderson       | Sky          | 6     |
| Jack Bobridge         | Garmin               | 6            |       |
| Lucas Sebastián Haedo | Saxo Bank            | 6            |       |
| 16                    | Kenny van Hummel     | Skil-Shimano | 4     |
| Jos van Emden         | Rabobank             | 4            |       |
| Allan Davis           | Astana               | 4            |       |
| Rubén Pérez           | Euskaltel            | 4            |       |
| 20                    | Alex Rasmussen       | Saxo Bank    | 3     |
| 21                    | Thomas De Gendt      | Topsport Vl. | 2     |
| 22                    | Elia Viviani         | Liquigas     | 1     |
| Maarten Tjallingii    | Rabobank             | 1            |       |
| Francesco Chicchi     | Liquigas             | 1            |       |
| Jaŭhen Hutarovič      | FDJ                  | 1            |       |
| Michael Van Staeyen   | Topsport Vl.         | 1            |       |
| Gorik Gardeyn         | Vacansoleil          | 1            |       |

| #                            | Squadra                       | Punti |
| ---------------------------- | ----------------------------- | ----- |
| 1                            | Team HTC-Columbia             | 122   |
| 2                            | Rabobank                      | 166   |
| 3                            | Sky Professional Cycling Team | 84    |
| 4                            | Team Saxo Bank                | 70    |
| 5                            | Garmin-Transitions            | 62    |
| 6                            | Team RadioShack               | 20    |
| 7                            | Skil-Shimano                  | 14    |
| 8                            | Team Katusha                  | 11    |
| 9                            | Omega Pharma-Lotto            | 10    |
| 10                           | Euskaltel-Euskadi             | 4     |
| Astana                       | 4                             |       |
| 12                           | Topsport Vlaanderen-Mercator  | 3     |
| 13                           | Liquigas-Doimo                | 2     |
| 14                           | FDJ                           | 1     |
| Vacansoleil Pro Cycling Team | 1                             |       |

| #         | Nazione       | Punti |
| --------- | ------------- | ----- |
| 1         | Paesi Bassi   | 171   |
| 2         | Germania      | 142   |
| 3         | Australia     | 82    |
| 4         | Norvegia      | 78    |
| 5         | Canada        | 56    |
| 6         | Belgio        | 24    |
| 7         | Nuova Zelanda | 6     |
| Argentina | 6             |       |
| 9         | Spagna        | 4     |
| 11        | Danimarca     | 3     |
| 10        | Italia        | 2     |
| 12        | Bielorussia   | 1     |